# 城区 (長治市)
城区（じょう-く）は中華人民共和国山西省長治市に存在した市轄区。

## 行政区画
- 街道:東街街道、西街街道、英雄南路街道、英雄中路街道、紫金街街道、太行東街街道、太行西街街道、延安南路街道、常青街道、五馬街道